# سایه آفتاب

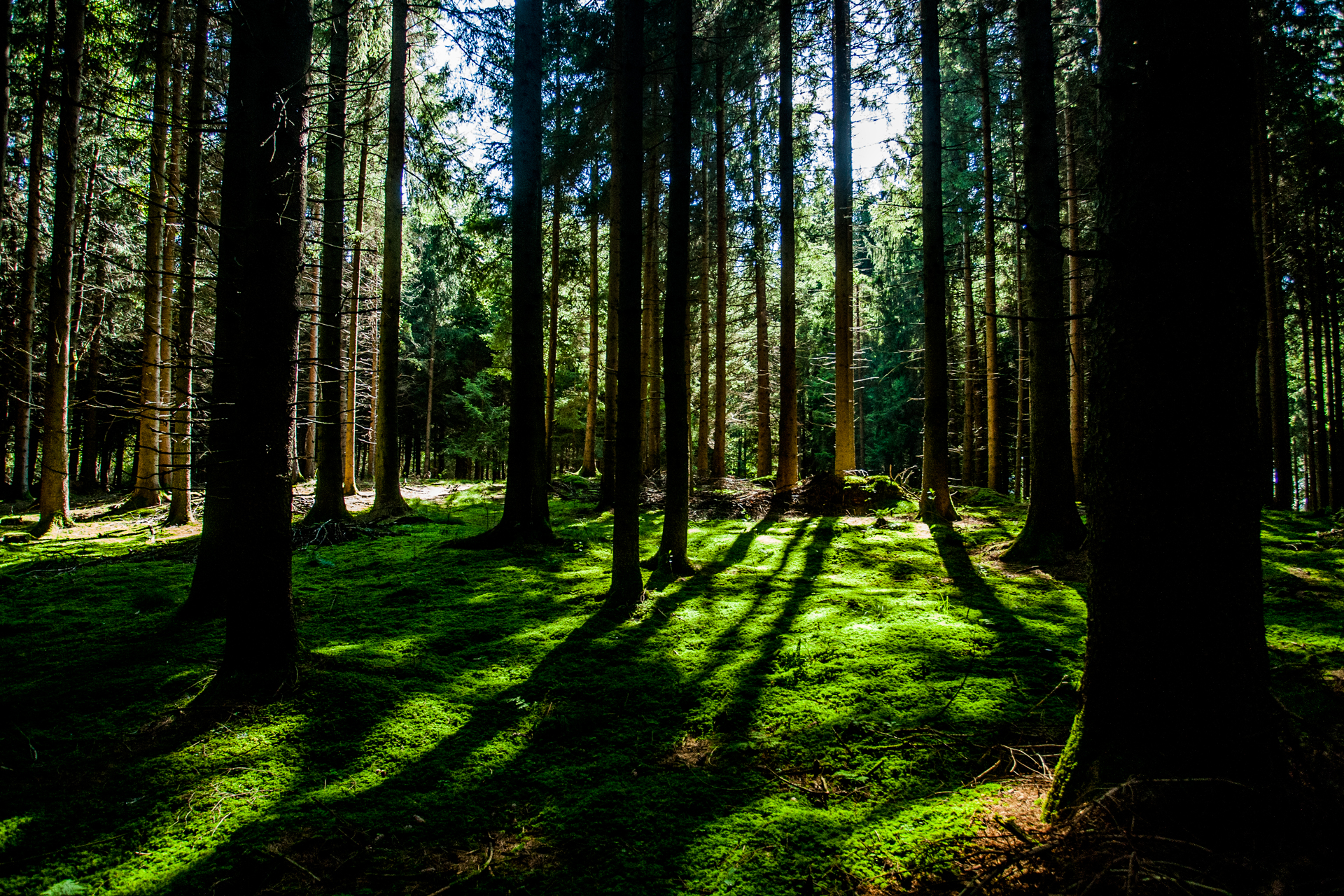
اشکوب زیرین خزه‌ها در سایهٔ ناشی از درختان قرار دارد.

سایه آفتاب (به انگلیسی: Shade)) به جلوگیری از نور خورشید (به ویژه تابش مستقیم نور خورشید) توسط هر جسم و همچنین سایه ایجادشده توسط آن جسم گفته می‌شود. به سایهٔ ایجادشدهٔ خود جسم، که شکل‌های گوناگونی دارد، «سایهٔ جسم» (Shadow) گفته می‌شود. سایه از رنگ‌های خاکستری، سیاه، سفید و دیگر رنگ‌ها تشکیل شده‌است. ممکن است به مسدود کردن نور خورشید توسط یک سقف، درخت، چتر، سایه پنجره یا کرکره، پرده یا اشیاء دیگر نیز اشاره داشته باشد.

## گیاهان
گیاهان سبز با جذب نور خورشید سایه ایجاد می‌کنند تا به عنوان انرژی در فتوسنتز برای تولید کربوهیدرات سرمایه‌گذاری کنند. آنها همچنین به‌طور فعال تعرق می‌کنند و یک اثر خنک‌کننده اضافی ایجاد می‌کنند.
از نظر باغبانی، انواع مختلفی از سایه وجود دارد:
- آفتاب کامل - بیش از پنج ساعت آفتاب مستقیم در روز.
- نیمه‌سایه یا آفتاب‌سایه[۱] - دو تا پنج ساعت آفتاب مستقیم یا تمام روز dappled sun (نور خورشید که از میان درختان بازتابیده می‌شود).
- سایه کامل - کمتر از دو ساعت آفتاب مستقیم در روز . . .